# Helen Talbot
Helen Talbot (7 de abril de 1924 – 29 de enero de 2010) fue una actriz estadounidense y pin-up girl en los Estados Unidos. Nació como Helen Darling en Concordia, Kansas y vivió allí hasta 1941 cuando se mudó a vivir con su hermano en West Los Angeles, California.

## Carrera
Durante la Segunda Guerra Mundial, Talbot se unió a una gira de USO-Camp Shows en el suroeste del Pacífico, entreteniendo a los militares estadounidenses en Australia y Nueva Guinea. En un gesto alegre de una unidad de servicio, fue nombrada "Miss Palmyra Island of 1944," reflejando el aprecio de las tropas.
Talbot protagonizó al menos 23 películas y proyectos de televisión, incluyendo varios westerns como actriz principal. Sus apariciones incluyen King of the Forest Rangers, Corpus Christi Bandits y Trail of Kit Carson. También tuvo un papel principal en Federal Operator 99.

## Filmografía parcial
- Pistol Packin' Mama (1943)
- California Joe (1943)
- Canyon City (1943)
- Outlaws of Santa Fe (1944)
- Faces in the Fog (1944)
- Corpus Christi Bandits (1945)
- Lone Texas Ranger (1945)
- Federal Operator 99 (1945)
- Trail of Kit Carson (1945)
- King of the Forest Rangers (1946)